# 山口玲子 (作家)
山口 玲子（やまぐち れいこ、1934年3月31日 - ）は、日本の伝記作家。近代の日本を生きた女性の伝記を著した。

## 来歴・人物
愛知県名古屋市生まれ。1957年に名古屋大学文学部社会学専攻を卒業後、1964年まで東海テレビ放送に勤務。当時は婦人向けの教養番組を作っており、仕事はおもしろかったと述べている。以降はフリーランスのテレビディレクターおよびライターとして活動。夫と娘の3人家族であり、夫は大学のゼミの先輩で、東海テレビでは同じ1期生であった。のちに名古屋市千種区山門町から静岡県伊東市へ移住。
1960年代末に『明治文学全集』に収録されていた『したゆく水』を読み、のちに伝記を著すことになる古在紫琴を知る。それまでは明治時代の女性作家は、皆「女心の城にこもってしまう人ばかり」なのだと思っており、紫琴に対する一般の認識を変えることが伝記を執筆する動機であったと述べている。1975年頃から執筆を開始し、1977年に草土文化から刊行された。その後は、若松賤子・川上貞奴・巖本真理の伝記を執筆し、新潮社から刊行された。貞奴の伝記は1993年に朝日文庫からも刊行されている。

## 「春の波濤」事件
1985年に放送された川上貞奴が登場する大河ドラマ『春の波涛』において、原作者が杉本苑子のみで、自著『女優貞奴』の描写がありながら共同原作者や原案者に含まれないことを不服とし、同年にNHKと日本放送出版協会、および脚本を担当した中島丈博を相手に著作権を侵害しているとして損害賠償と謝罪広告の掲載を求める訴えを起こした。しかし名古屋地方裁判所は1994年に著作権侵害を認めずに請求を棄却しており、名古屋高等裁判所も1997年に山口の控訴を棄却。最高裁判所も1998年に山口の上告を棄却した。朝日新聞では、地裁判決の記事において「事実を主体にした著作物にどこまで著作権を認めるか、判決はその難しさを浮き彫りにした」と評しており、先行資料の内容から作品が「どのように創作的に展開し、表現しているか」の検討が十分とは思えないとする弁護士北村行夫のコメントも掲載している。

## 著作

### 著書
- 『泣いて愛する姉妹に告ぐ 古在紫琴の生涯』草土文化、1977年8月。
- 『とくと我を見たまえ 若松賤子の生涯』新潮社、1980年5月。
- 『女優貞奴』新潮社、1982年8月。
  - 朝日文庫版、1993年6月。ISBN 978-4-02-260772-0
- 『巌本真理 生きる意味』新潮社、1984年4月。ISBN 978-4-10-335403-1
- 『NHK犯歴簿』草の根出版会、2002年10月。ISBN 978-4-87648-177-4

### 記事
- 「古在柴琴のこと」『文学』43巻9号、1975年9月、1134-1140頁。
- 「『女優貞奴』その後」『文芸春秋』61巻1号、1983年1月、90-92頁。
- 「若松賤子-社会の浄化をねがって」『季刊女子教育もんだい』23号、1985年4月、63-70頁。
- 「古在紫琴-『こわれ指環』を声に出して読んで下さい」『季刊女子教育もんだい』32号、1987年8月、62-69頁。
- 「In memory of Mrs. Kashi Iwamoto」（解説記事）『叢書女性論 別巻』大空社、1997年12月。